# Verenigde Party
De Verenigde Party, eigenlijk Verenigde Suid-Afrikaanse Nasionale Party (VP), is een Zuid-Afrikaanse partij die ontstond in 1934 toen generaal Barry Hertzog's Nasionale Party een fusie aanging met de Suid-Afrikaanse Party van generaal Smuts. Een vleugel van de Nasionale Party onder leiding van onder andere Daniel François Malan en Johannes Strijdom ging daarmee niet akkoord en scheidde zich van de partij af. Tot 1948 was de Verenigde Party aan de macht met tot 1939 Hertzog en vervolgens Smuts als minister-president van Zuid-Afrika.
In 1939 kwam het tot een breuk tussen Hertzog en Smuts, omdat de laatste van plan was het Britse Gemenebest te steunen in zijn oorlog met Duitsland. Hertzog daarentegen wenste een volstrekte neutraliteit. Hertzog trad uit de Verenigde Party en richtte de Herenigde Nasionale Party op.
De verkiezingen van 1939 werden overtuigend gewonnen door Smuts en diens VP en Smuts werd daarna premier. Tot 1948 bleef hij aan de macht, in dat jaar werd apartheidspoliticus Daniel Malan minister-president na een verkiezingsoverwinning van de HNP.
Sinds 1948 vormde de VP de (blanke) oppositie, men wilde echter wel handhaving van de blanke hegemonie over Zuid-Afrika. Na de dood van Smuts (1950) volgde Jacobus Gideon Nel Strauss hem op, in 1956 werd Sir De Villiers Graaff partijleider. In de jaren 50 werd de partij voornamelijk een partij voor Engelstalige blanken, ofschoon er ook Afrikaners lid bleven. Het vage programma van de partij (bijvoorbeeld de leus "conservatief progressief") leidde in de jaren 60 tot scheuringen en de oprichting van onder andere de blanke anti-apartheids- en anti-segregatiepartij Progressive Party. In 1973 scheidde zich de Demokratiese Party af, die bij de verkiezingen van 1974 vrij veel stemmen, maar geen enkele parlementszetel wist te behalen.
In 1977 hief de Verenigde Party zichzelf  op, om door hereniging met de Demokratiese Party nu samen de Nuwe Republiek Party te vormen. Vause Raw werd hiervan de partijleider. Niet alle parlementsleden van de VP maakten deze stap echter mee. Bij de verkiezingen van 1977 behaalde de nieuwe partij slechts 10 zetels, terwijl de VP er nog 41 had gehad. De partij wist zich hiervan niet meer te herstellen, en werd uiteindelijk in maart 1988 ontbonden.

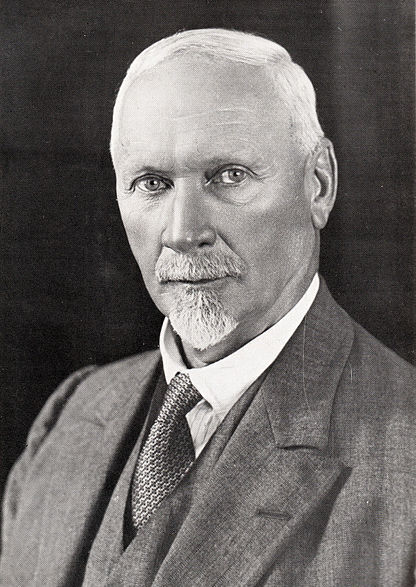
Jan Smuts
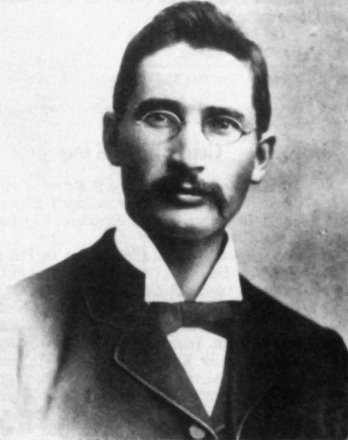
James Hertzog
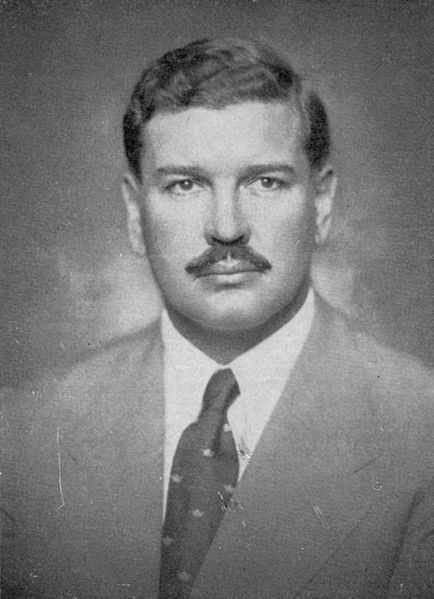
Sir De Villiers Graaff
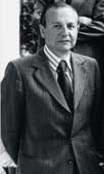
Harry Schwarz
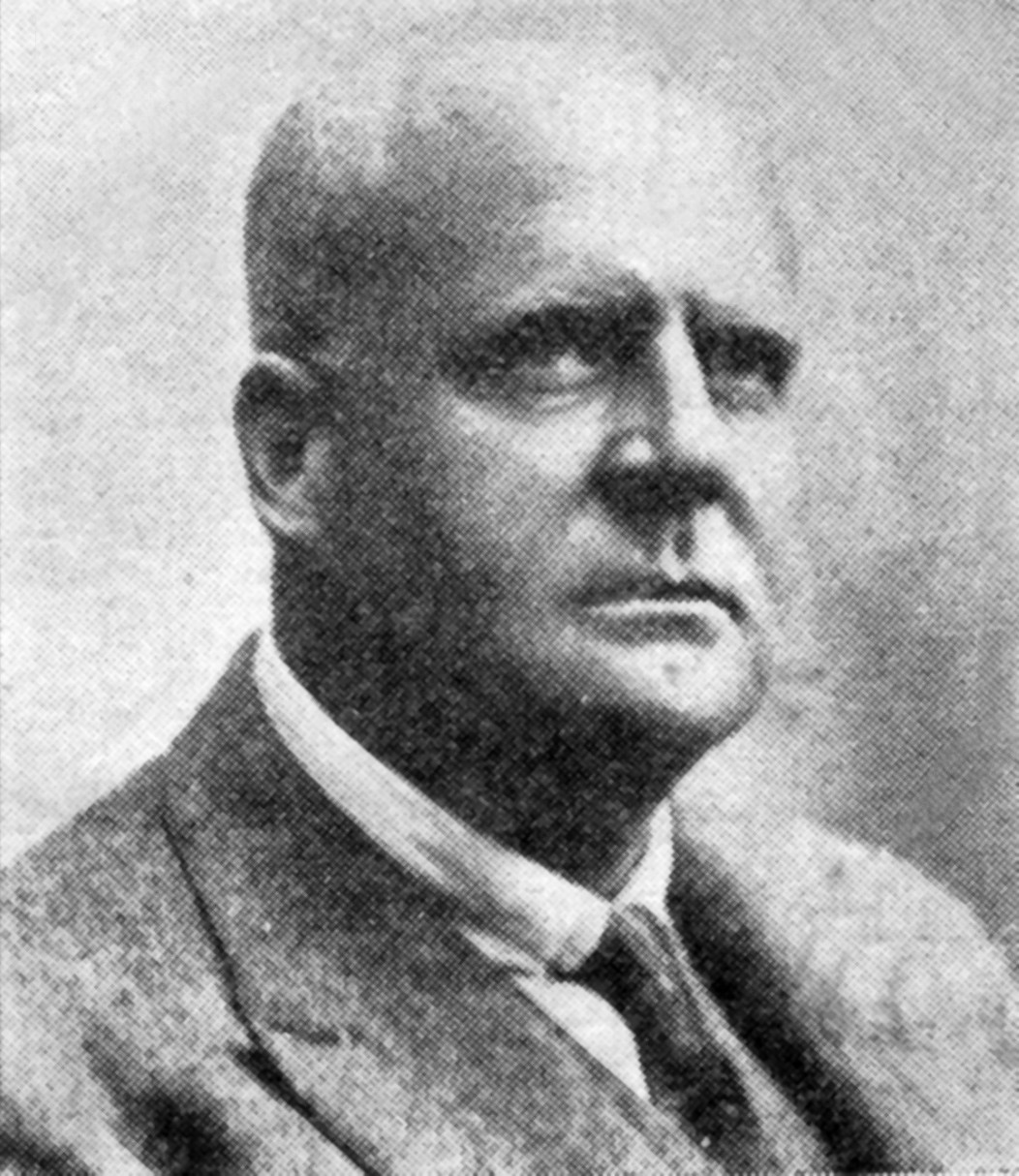
Deneys Reitz
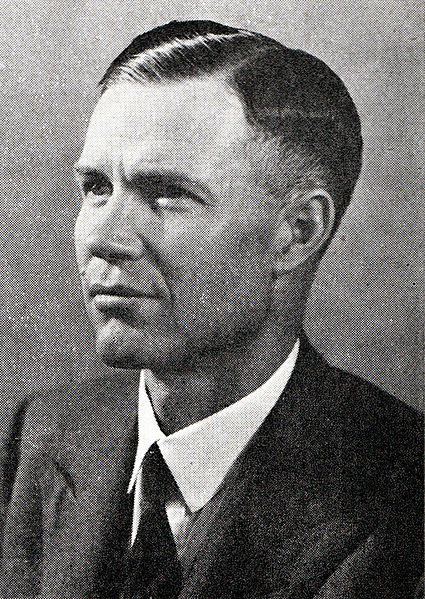
Jacobus Strauss